# IV. Ordoño leóni király
IV. (Rossz) Ordoño (924 – 962) leóni király (958-959/960) a Kantábriai-házból származott, IV. Alfonz (897? – 933), León királyának (925 – 931) volt a fia. Édesanyja, Onneca, a pamplonai/navarrai királyi családból származott.
Ordoño 958-ban Fernán Gonzáleznek (910 - 970), Kasztília grófjának a segítségével I. Sancho leóni király (932 – 966) ellen fordult, aki 956 óta uralkodott. (Fernán González, aki a Lara – házból származott, egyesítette a kasztíliai grófságokat, ő lett az egyesített Kasztília első grófja és a családjában örökletessé tette a grófi címet. Uralmával kezdődött meg az a folyamat, ami Kasztíliát jelentős mértékben függetlenítette a Leóni Királyságtól. Kasztília gyakran ellenséges viszonyban állt a felette még mindig névleges uralmat gyakorló leóni királyokkal. Fernán González őse egyébként – egyes forrásmunkák szerint – a Kantábriai – házból származott.) Ordoño I. Sanchót a tróntól megfosztotta és IV. Ordoño néven León királya lett. I. Sancho a Córdobai Kalifátusba menekült. A mórok (az Omajjád dinasztiából származó III. Abd Al-Rahmán (891 – 961), emír: 912-től – 929-ig, kalifa: 929-től – 961-ig), és a navarrai rokonsága segítségével azonban hamarosan visszatért és 960 -ban – más adatok szerint már 959-ben – IV. Ordoñót elűzte, aki szintén a Kalifátusba menekült és 962-ben, száműzetésben meghalt. IV. Ordoño nehezen felépített királysága mint a kártyavár omlott össze I. Sancho visszatérésekor, aki ezután a haláláig, 966 -ig, uralkodott. IV. Ordoño két fiáról, akiknek édesanyja Urraca volt, III. Ordoño leóni király özvegye (Fernán González lánya), nincs adatunk.
Vannak olyan feltételezések, hogy IV. Ordoño nem IV. Alfonznak, hanem  Froilaz Alfonz leóni királynak (? – ?), aki csak címzetes leóni király volt, a fia és II. Fruela (875? – 925) asztúriai királynak (910 – 925) és leóni királynak (924 – 925) az unokája lett volna, de a forrásmunkák többsége ezt nem támasztja alá.